# Roy Harrod
Roy Forbes Harrod (Norfolk, 13 de febrero de 1900 - 8 de marzo de 1978), fue un economista inglés. Estudió en la Universidad de Harvard y en la Universidad de Cambridge donde se conoció con John Maynard Keynes. Es famoso por ser coautor del modelo de Harrod-Domar, un modelo matemático pionero sobre la dinámica del crecimiento económico.
Participó en la vida política inglesa como asesor de Winston Churchill durante la II Guerra Mundial y luego del primer ministro Harold Macmillan, entre 1957 y 1963.
Publicó trabajos muy diversos sobre economía, gran parte de los cuales trata sobre el crecimiento económico, pero además realizó investigaciones sobre la moneda y la inflación. También escribió sobre la memoria y sobre la teoría del conocimiento, reflexionando sobre la probabilidad como limitante de la inducción.

## Obras
- "The Law of Decreasing Costs", 1931, EJ...
- "Doctrines of Imperfect Competition", 1934, QJE.
- The trade cycle - an essay, 1936
- Essay in dynamic theory, 1939.
- Towards a dynamic economics, 1948.
- The life of John Maynard Keynes, 1951.
- "Retrospect on Keynes", 1963; Lekachman, editor, Keynes's General Theory.
- Policy against inflation, 1968.
- Reforming the world's money, 1965.
- Dollar-sterling collaboration, 1968.
- Money, 1969.
- Economic Dynamics, 1975.